# Spostamento verso il rosso cosmologico
Lo spostamento verso il rosso cosmologico (detto anche redshift cosmologico) è lo spostamento relativo in frequenza di un'onda elettromagnetica dovuto all'espansione dell'universo. Inizialmente lo spostamento verso il rosso veniva attribuito all'effetto Doppler, tramite la relazione
{\displaystyle z\approx {\frac {v_{r}}{c}}}
ma l'osservazione sperimentale di alcuni quasar caratterizzati da uno spostamento verso il rosso compreso tra 5 e 6 ha smentito tale ipotesi. L'approssimazione del redshift come effetto Doppler è valida solo se {\displaystyle z\ll 1}. 
Il redshift cosmologico si spiega ipotizzando che le lunghezze d'onda varino allo stesso modo delle distanze per effetto dell'espansione dell'universo. Ciò è verificato dal teorema del redshift.

## Ipotesi
Supponiamo che l'universo si stia espandendo, e che tutte le distanze varino secondo un fattore di scala {\displaystyle a(t)} per cui possiamo ipotizzare
{\displaystyle D=a(t)r}
dove {\displaystyle r} è la coordinata comovente, ovvero un tipo di coordinata che segue punto per punto l'espansione dell'universo.

## Teorema del redshift
Il teorema del redshift afferma che la lunghezza d'onda {\displaystyle \lambda } è proporzionale al fattore di scala dell'universo.
Consideriamo la metrica di Friedmann-Lemaître-Robertson-Walker
{\displaystyle ds^{2}=c^{2}dt^{2}-a^{2}(t)\left[{\frac {dr^{2}}{1-kr^{2}}}+r^{2}(d\theta ^{2}+\sin ^{2}d\phi ^{2})\right]}
dove {\displaystyle k} è il parametro che identifica i tre diversi modelli di Friedman. Ora supponiamo di osservare un quasar posto ad una distanza comovente {\displaystyle r_{1}} dalla terra (che assumiamo posta nel punto {\displaystyle r=0}) e sotto i due angoli costanti {\displaystyle \theta } e {\displaystyle \varphi }. In tali condizioni la metrica si riduce a 
{\displaystyle ds^{2}=c^{2}dt^{2}-a^{2}(t){\frac {dr^{2}}{1-kr^{2}}}}
ora considerando che stiamo osservando un'onda elettromagnetica dobbiamo porre {\displaystyle ds^{2}=0} ottenendo
{\displaystyle {\frac {dt}{a(t)}}=-{\frac {dr}{\sqrt {1-kr^{2}}}}\qquad \quad (1)}
(si osservi che c è stata posta uguale ad 1, ed il segno meno è dovuto al fatto che, al crescere di t, r diminuisce, in quanto l'onda elettromagnetica si avvicina alla terra con il passare del tempo).
Ci conviene ora considerare due creste consecutive dell'onda elettromagnetica: la prima emessa ad un tempo {\displaystyle t_{1}} e ricevuta ad un tempo {\displaystyle t_{0}}, e la seconda emessa ad un tempo {\displaystyle t_{1}+\delta t_{1}} e ricevuta ad un tempo {\displaystyle t_{0}+\delta t_{0}}.
Integrando la (1) per le due creste separatamente otteniamo
{\displaystyle \int _{t_{1}}^{t_{0}}{\frac {dt}{a(t)}}=\int _{0}^{r_{1}}{\frac {dr}{\sqrt {1-kr^{2}}}}\equiv F(r_{1})}
{\displaystyle \int _{t_{1}+\delta t_{1}}^{t_{0}+\delta t_{0}}{\frac {dt}{a(t)}}=\int _{0}^{r_{1}}{\frac {dr}{\sqrt {1-kr^{2}}}}\equiv F(r_{1})}
Dal momento che gli integrali al secondo membro sono uguali possiamo eguagliare gli integrali al primo membro delle due espressioni:
{\displaystyle \int _{t_{1}}^{t_{0}}{\frac {dt}{a(t)}}=\int _{t_{1}+\delta t_{1}}^{t_{0}+\delta t_{0}}{\frac {dt}{a(t)}}}
{\displaystyle \int _{t_{1}}^{t_{0}}{\frac {dt}{a(t)}}=\int _{t_{1}}^{t_{0}}{\frac {dt}{a(t)}}+\int _{t_{0}}^{t_{0}+\delta t_{0}}{\frac {dt}{a(t)}}-\int _{t_{1}}^{t_{1}+\delta t_{1}}{\frac {dt}{a(t)}}}
{\displaystyle \int _{t_{0}}^{t_{0}+\delta t_{0}}{\frac {dt}{a(t)}}=\int _{t_{1}}^{t_{1}+\delta t_{1}}{\frac {dt}{a(t)}}}
A questo punto consideriamo il fatto che la variazione del fattore di scala è molto lenta nel tempo {\displaystyle ({\dot {a}}/a\ll 1)}. Possiamo considerare il fattore di scala costante sia durante l'emissione delle due creste, sia durante la ricezione, e ottenere
{\displaystyle {\frac {\delta t_{1}}{a(t_{1})}}={\frac {\delta t_{0}}{a(t_{0})}}}
e quindi
{\displaystyle {\frac {\delta t_{0}}{\delta t_{1}}}={\frac {a(t_{0})}{a(t_{1})}}}
moltiplicando e dividendo il primo membro per {\displaystyle c} si ottiene
{\displaystyle {\frac {\lambda (t_{0})}{\lambda (t_{1})}}={\frac {a(t_{0})}{a(t_{1})}}\qquad \Rightarrow \qquad \lambda (t)=\lambda (t_{0}){\frac {a(t)}{a(t_{0})}}}
il che è esattamente quello che intendevamo dimostrare.

## Il redshift cosmologico
Se consideriamo, quindi, la definizione di "spostamento verso il rosso" abbiamo:
{\displaystyle z={\frac {\lambda _{o}-\lambda _{e}}{\lambda _{e}}}}
dunque, nel caso dello spostamento verso il rosso cosmologico si ottiene
{\displaystyle z(t)={\frac {a(t_{0})}{a(t)}}-1}